# Punamarktyrann
Punamarktyrann (Muscisaxicola juninensis) är en fågel i familjen tyranner inom ordningen tättingar.

## Utseende
Punamarktyrannen är en rätt enfärgad, liten marklevande tyranner. Avsaknad av kännetecken är ett kännetecken i sig. Fjäderdräkten är huvudsakligen grå, med roströd anstrykning på hjässans bakre del. I ansiktet syns ett svagt ljusare ögonbrynsstreck. Arten är mycket mindre än vitpannad marktyrann.

## Utbredning och systematik
Fågeln förekommer i Anderna från Peru (Junín och Lima) till norra Chile och nordvästra Argentina. Den behandlas som monotypisk, det vill säga att den inte delas in i några underarter.

## Levnadssätt
Punamarktyrannen hittas i puna i höga bergstrakter. Den ses framför allt intill myrar och sjöstränder med klippiga omgivningar och tuvgräss.

## Status
Arten har ett stort utbredningsområde och beståndet anses vara stabilt. Internationella naturvårdsunionen IUCN listar den därför som livskraftig (LC).

## Namn
Puna är en naturtyp med bergsslätter och ödemarker i de centrala delarna av Anderna i Sydamerika.